# Liste der Stolpersteine in Böchingen
Die Liste der Stolpersteine in Böchingen enthält Stolpersteine, die im Rahmen des gleichnamigen Kunstprojekts von Gunter Demnig in der Ortsgemeinde Böchingen verlegt wurden.
Die 10 cm × 10 cm × 10 cm großen Betonquader mit Messingtafel sind in den Bürgersteig vor jenen Häusern eingelassen, in denen die Opfer einmal zu Hause waren. Die Inschrift der Tafel gibt Auskunft über ihren Namen, ihr Alter und ihr Schicksal. Die Stolpersteine sollen dem Vergessen der Opfer der nationalsozialistischen Gewaltherrschaft entgegenwirken.

## Liste der Stolpersteine
Zusammengefasste Adressen zeigen an, dass mehrere Stolpersteine an einem Ort verlegt wurden. Die Tabelle ist teilweise sortierbar; die Grundsortierung erfolgt alphabetisch nach der Adresse. Die Spalte Person wird nach dem Namen der Person alphabetisch sortiert.
| Adresse                   | Person(en)          | Verlegedatum | Inschrift | Bild |
| ------------------------- | ------------------- | --- | --- | --- |
| Eckgasse 3 ⊙              | Johanna Eskales     | 16. Nov. 2012 | Hier wohnte Johanna Eskales Jg. 1876 deportiert 1942 Theresienstadt ermordet 4.1.1943                                          | |
| Godramsteiner Straße 5 ⊙  | Karola Kern         | 16. Nov. 2012 | Hier wohnte Karola Kern Geb. Ullmann Jg. 1906 deportiert 1940 Gurs ermordet 31.12.1942 Auschwitz                               | |
| Godramsteiner Straße 5a ⊙ | Isodor Kern         | 16. Nov. 2012 | Hier wohnte Isidor Kern Jg. 1888 deportiert 1940 Gurs ermordet 31.12.1942 Auschwitz                                            | |
| Godramsteiner Straße 5a ⊙ | Susanne Kern        | 16. Nov. 2012 | Hier wohnte Susanne Kern Jg. 1934 Deportiert 1940 Gurs Entlassen 1941 in Frankreich versteckt/überlebt                         | Bild gesucht Die Wikipedia wünscht sich an dieser Stelle ein Bild vom Ort mit diesen Koordinaten 49.237267 8.091543 . Motiv: Stolpersteine Hauptstraße 30 Falls du dabei helfen möchtest, erklärt die Anleitung , wie das geht. BW   |
| Godramsteiner Straße 5a ⊙ | Renate Kern         | 16. Nov. 2012 | Hier wohnte Renate Kern Jg. 1935 deportiert 1940 Gurs entlassen 1941 in Frankreich versteckt/überlebt                          | |
| Godramsteiner Straße 5a ⊙ | Leo Kern            | 16. Nov. 2012 | Hier wohnte Leo Kern Jg. 1885 deportiert 1942 Krasnystaw                                                                       | |
| Hauptstraße 27 ⊙          | Siegfried Wolff     | 16. Nov. 2012 | Hier wohnte Siegfried Wolff Jg. 1881 deportiert 1940 Gurs ermordet 12.8.1942 Auschwitz                                         | |
| Hauptstraße 27 ⊙          | Gerda Wolff         | 16. Nov. 2012 | Hier wohnte Gerda Wolff Geb. Levy Jg. 1889 deportiert 1940 Gurs ermordet 12.8.1942 Auschwitz                                   | |
| Hauptstraße 27 ⊙          | Lieselotte Wolff    | 16. Nov. 2012 | Hier wohnte Lieselotte Wolff Jg. 1910 deportiert 1940 Gurs ermordet 12.8.1942 Auschwitz                                        | |
| Hauptstraße 27 ⊙          | Anni Wolff          | 16. Nov. 2012 | Hier wohnte Anni Wolff Jg. 1911 Mit Hilfe versteckt/überlebt                                                                   | |
| Hauptstraße 28 ⊙          | Adolf Wassermann    | 21. Nov. 2014 | Hier wohnte Adolf Wassermann Jg.1877 Schutzhaft 1938 Dachau Unfreiwillig verzogen 1939 Bamberg Deportiert 1942 Jzbica Ermordet | Bild gesucht Die Wikipedia wünscht sich an dieser Stelle ein Bild vom Ort mit diesen Koordinaten 49.237267 8.091543 . Motiv: Stolpersteine Hauptstraße 30 Falls du dabei helfen möchtest, erklärt die Anleitung , wie das geht. BW   |
| Hauptstraße 29            | Jakob Possenheimer  | 21. Nov. 2014 | Hier wohnte Jakob Possenheimer Jg. 1870 Flucht 1938 USA                                                                        | Bild gesucht Die Wikipedia wünscht sich an dieser Stelle ein Bild vom Ort mit diesen Koordinaten 49.237267 8.091543 . Motiv: Stolpersteine Hauptstraße 30 Falls du dabei helfen möchtest, erklärt die Anleitung , wie das geht. BW   |
| Hauptstraße 29            | Fanny Possenheimer  | 21. Nov. 2014 | Hier wohnte Fanny Possenheimer geb. Weil Jg. 1876 Flucht 1938 USA                                                              | Bild gesucht Die Wikipedia wünscht sich an dieser Stelle ein Bild vom Ort mit diesen Koordinaten 49.237267 8.091543 . Motiv: Stolpersteine Hauptstraße 30 Falls du dabei helfen möchtest, erklärt die Anleitung , wie das geht. BW   |
| Hauptstraße 30 ⊙          | Helmut Wolff        | 16. Nov. 2012 | Hier wohnte Helmut Wolff Jg. 1924 Flucht 1939 USA Überlebt                                                                     | Bild gesucht Die Wikipedia wünscht sich an dieser Stelle ein Bild vom Ort mit diesen Koordinaten 49.237267 8.091543 . Motiv: Stolpersteine Hauptstraße 30 Falls du dabei helfen möchtest, erklärt die Anleitung , wie das geht. BW   |
| Hauptstraße 30 ⊙          | Ella Wolff          | 16. Nov. 2012 | Hier wohnte Ella Wolff Geb. Kern Jg. 1898 deportiert 1941 Kowno ermordet 25.11.1941                                            | |
| Hauptstraße 30 ⊙          | Moritz Wolff        | 16. Nov. 2012 | Hier wohnte Moritz Wolff Jg. 1882 deportiert 1941 Kowno ermordet 25.11.1941                                                    | |
| Hauptstraße 35            | Salomon Wolff       | 21. Nov. 2014 | Hier wohnte Salomon Wolff Jg.1869 Schutzhaft 1938 Gefängnis Landau Verhört/gefoltert Tod an den Folgen 11.11.1938              | |
| Hauptstraße 35            | Karolina Wolff      | 21. Nov. 2014 | Hier wohnte Karolina Wolff Geb. Mayer Jg. 1876 Flucht 1939 USA                                                                 | |
| Hauptstraße 35            | Ruth Wolff          | 21. Nov. 2014 | Hier wohnte Ruth Wolff Jg. 1917 Flucht 1939 USA                                                                                | |
| Hauptstraße 35            | Elfriede Wolff      | 21. Nov. 2014 | Hier wohnte Elfriede Wolff Jg. 1918 Flucht 1939 USA                                                                            | |
| Hauptstraße 50 ⊙          | Pauline Blumenthal  | 16. Nov. 2012 | Hier wohnte Pauline Blumenthal Geb. Wolff Jg. 1873 deportiert 1940 Gurs befreit / überlebt                                     | |
| Kohlgartenstraße 2        | Alfons Wolff        | 21. Nov. 2014 | Hier wohnte Alfons Wolff Jg. 1892 Schutzhaft 1938 Dachau Deportiert 1940 Gurs Interniert Drancy 1942 Auschwitz Ermordet        | |
| Kohlgartenstraße 2        | Friederika Wolff    | 21. Nov. 2014 | Hier wohnte Friederika Wolff Geb. Michel Jg. 1890 Deportiert 1940 Gurs Befreit/Überlebt                                        | |
| Kohlgartenstraße 2        | Elsa Wolff          | 21. Nov. 2014 | Hier wohnte Elsa Wolff Jg. 1927 Flucht 1939 Frankreich Versteckt gelebt befreit/überlebt                                       | |
| Landauer Straße 2 ⊙       | Richard Mayer       | 16. Nov. 2012 | Hier wohnte Richard Mayer Jg. 1890 Flucht 1938 USA überlebt                                                                    | |
| Landauer Straße 2 ⊙       | Florentine Mayer    | 16. Nov. 2012 | Hier wohnte Florentine Mayer Geb. Mendel Jg. 1899 Flucht 1938 USA überlebt                                                     | |
| Landauer Straße 2 ⊙       | Paul Hans Mayer     | 16. Nov. 2012 | Hier wohnte Paul Hans Mayer Jg. 1925 Flucht 1938 USA überlebt                                                                  | |
| Landauer Straße 4 ⊙       | Blondina Klein      | 9. Nov. 2013 | Hier wohnte Blondina Klein Jg. 1870 Flucht 1940 Frankreich verhaftet 1943 interniert Gurs befreit/überlebt                     | Bild gesucht Die Wikipedia wünscht sich an dieser Stelle ein Bild vom Ort mit diesen Koordinaten 49.237134 8.09145 . Motiv: Stolpersteine Familie Mayer Falls du dabei helfen möchtest, erklärt die Anleitung , wie das geht. BW     |
| Landauer Straße 4 ⊙       | Rosa Loeb           | | Hier wohnte Rosa Loeb Geb. Klein Jg. 1872 Flucht 1940 Frankreich verhaftet 1943 interniert Gurs befreit/überlebt               | Bild gesucht Die Wikipedia wünscht sich an dieser Stelle ein Bild vom Ort mit diesen Koordinaten 49.236494 8.091983 . Motiv: Stolpersteine Landauerstraße 4 Falls du dabei helfen möchtest, erklärt die Anleitung , wie das geht. BW |
| Landauer Straße 22        | Emma Kern           | | Hier wohnte Emma Kern Jg. 1866 deportiert 1942 Theresienstadt ermordet 2.9.1942                                                | |
| Landauerstraße 24 ⊙       | Ferdinand Kern      | | Hier wohnte Ferdinand Kern Jg. 1929 Flucht 1937 Holland interniert Westerbork deportiert 1942 Auschwitz ermordet 17.7.1942     | |
| Landauerstraße 24 ⊙       | Joseph Kern         | Hier wohnte Joseph Kern Jg. 1902 Flucht 1937 Holland interniert Westerbork deportiert 1942 Auschwitz ermordet 15.8.1942             | | |
| Landauerstraße 24 ⊙       | Meta Kern           | Hier wohnte Meta Kern Geb. Soesmann Jg. 1908 Flucht 1937 Holland interniert Westerbork deportiert 1942 Auschwitz ermordet 17.7.1942 | | |
| Landauerstraße 26b ⊙      | Edith Kern          | 9. Nov. 2013 | Hier wohnte Edith Kern Jg. 1923 deportiert 1941 Riga ermordet                                                                  | |
| Landauerstraße 26b ⊙      | Paula Kern          | 9. Nov. 2013 | Hier wohnte Paula Kern Geb. Klaus Jg. 1891 deportiert 1941 Riga ermordet                                                       | |
| Landauer Straße 26a       | Salomea Kern        | 9. Nov. 2013 | Hier wohnte Salomea Kern Jg. 1898 Flucht 1936 USA überlebt                                                                     | |
| Landauer Straße 26b       | Marcellian Kern     | 9. Nov. 2013 | Hier wohnte Marcellian Kern Jg. 1890 deportiert 1941 Riga ermordet                                                             | |
| Landauer Straße 26b       | Regina Kern         | 9. Nov. 2013 | Hier wohnte Regina Kern geb. Behr Jg. 1866 deportiert 1942 Theresienstadt ermordet in Treblinka                                | |
| Landauerstraße 27 ⊙       | Alfred Lehmann      | | Hier wohnte Alfred Lehmann Jg. 1897 deportiert 1943 Auschwitz ermordet                                                         | |
| Landauerstraße 28 ⊙       | Bertha Mayer        | 9. Nov. 2011 | Hier wohnte Bertha Mayer geb. Mayer Jg. 1864 Deportiert 1940 Gurs ???                                                          | |
| Landauerstraße 28 ⊙       | Herbert Mayer       | 9. Nov. 2011 | Hier wohnte Herbert Mayer Jg. 1896 Deportiert 1940 Gurs ermordet 1942 Auschwitz                                                | |
| Landauerstraße 28 ⊙       | Mina Mayer          | 9. Nov. 2011 | Hier wohnte Mina Mayer Geb. Loeb Jg. 1903 Deportiert 1940 Gurs ermordet 1942 Auschwitz                                         | |
| Landauerstraße 28 ⊙       | Siegfried Mayer     | 9. Nov. 2011 | Hier wohnte Siegfried Mayer Jg. 1925 Flucht 1939 Schottland überlebt verstorben 18.9.2020                                      | |
| Landauerstraße 42 ⊙       | Arthur Markus Mayer | | Hier wohnte Arthur Markus Mayer Jg. 1904 deportiert 1943 Auschwitz ermordet                                                    | |
| Landauerstraße 42 ⊙       | Jonathan Mayer      | Hier wohnte Jonathan Mayer Jg. 1860 unfreiwillig verzogen 1939 München tot 25.10.1939                                               | | |
| Landauerstraße 42 ⊙       | Mina Mayer          | 9. Nov. 2013 | Hier wohnte Mina Mayer Geb. Gutmann Jg. 1870 deportiert 1942 Theresienstadt ermordet 13.3.1943                                 | |